# کربی مینتر
کربی مینتر (انگلیسی: Kirby Minter؛ زاده ۲۳ نوامبر ۱۹۲۹ درگذشته ۱۱ اوت ۲۰۰۹) یک بازیکن بسکتبال اهل ایالات متحده آمریکا بود. 